# Das Verlobungsfest im Feenreiche
Das Verlobungsfest im Feenreiche oder Die Gleichheit der Jahre ist eine Zauberposse in drey Aufzügen von Johann Nestroy, die er im Jahre 1833 verfasste. Wegen des großen Erfolges und der deshalb langen Laufzeit der beiden Stücke Der böse Geist Lumpacivagabundus und Robert der Teuxel kam es jedoch zu keiner Aufführung.
Erst Nestroys spätere Umarbeitung des Stückes in eine Local-Posse mit dem Titel Die Gleichheit der Jahre, in der die Szenen im Feenreiche weggelassen wurden, fand 1834 den Weg auf die Bühne des Carl-Theaters in Wien.

## Inhalt
Die Rahmenhandlung spielt im Feenreiche: Sich dem Wunsch von Supranaturalis widersetzend, will Regina nicht den Zauberer Tranquillus, sondern seinen jungen Neffen Narcissus ehelichen – Tranquillus soll stattdessen die dem Narcissus versprochene junge Selinde bekommen. Gleichzeitig weigert sich der Genius Schladriwuxerl, seine ewige Verlobte Floretta endlich zu heiraten („Ich heurath erst bis ich alt bin“). Supranaturalis schickt deshalb Regina und Schladriwuxerl auf die Erde, wo sie entgegen der „Gleichheit der Jahre“ einen Partner finden sollen, Regina als alte reiche Regin einen jungen Mann, Schladriwuxerl als alter eingebildeter Schladriwux ein junges Mädchen.
Dem Mautheinnehmer Schlagmayer wird das eingenommene Mauthgeld gestohlen, die „hilfreiche“ Nachbarin Regin erklärt sich bereit, ihm zu helfen, wenn dafür sein Sohn Eduard sie heiratet. Dieser stimmt aus Kindesliebe und Gehorsam zu und ein Ehekontrakt wird unterfertigt. Aber Regin hat den Einbruch selbst durchgeführt um sich die Nachbarn für ihren Eheplan zu verpflichten.
„Monsieur Eduard, Ihr Vater wünscht unsere Verbindung – und ich läugne es nicht, dass mich ein geheimer Zug des Herzens – Wenn es also auch Ihr Wille ist –“
Auf dem väterlichen Gut seines Freundes, des jungen Steinthal, lernt Eduard die reizende Amalie kennen und lieben. Mit Hilfe der Freunde des alten Herrn von Steinthal wird ein Plan ausgeheckt, die Verlobung mit Regin loszuwerden. Eduard kommt verkleidet als versoffener und randaliender Student nach Hause zurück und erreicht, dass Regin – die sich inzwischen in den schmachtenden Candidaten Schwarz verschaut hat – den Ehekontrakt zerreißt und in einem Brief ihren Diebstahl eingesteht. Daraufhin legt Eduard die Maskerade ab und Schwarz gibt sich als Eduards Freund Steinthal zu erkennen. In einer Nebenhandlung blitzt der eingebildete alte Schladriwux mit seinen Hochzeitsplänen bei Amalie ab.
Die beiden Bekehrten werden ins Feenreich zurückverwandelt und geben sich dort mit der Entscheidung des Supranaturalis zufrieden, so zu heiraten, wie es vorgesehen war.

## Werksgeschichte
Nestroy hielt sich mit seinem Werk ziemlich genau an die Vorlage, die Erzählung Die Schlossmamsell von Karl Gottlieb Prätzel (1785–1861), zu der er eine im Feenreich spielende Rahmenhandlung dichtete. Auch ersetzte er die in der Quelle vorkommenden Personennamen durch die bei ihm beliebten „redenden“ Namen, so wurde der Zolleinnehmer Laubmann zum Mautheinnehmer Schlagmayer, die alte Jungfer Jeannette Fliederbusch zur Mamsell Regin (in der späteren Possen-Version Regina Geldkatz) und der Theologiestudent Theodor wegen der Zensur zum Jurisprudenzstudenten Eduard. Neu eingeführt wurde die Figur des eingebildeten Schranckenziehers Schladriwux als komische Rolle und Gegenpart zu Eduard. Der Genius Schladriwuxerl in der Feenhandlung ist seinem nicht aufgeführten Stück Genius, Schuster und Marqueur von 1832 entnommen, wo er den Namen Lulu trägt.
Die Entstehungsgeschichte ist kompliziert, weil Direktor Carl Carl das Stück wegen des Erfolges von Der böse Geist Lumpacivagabundus und Robert der Teuxel nicht aufführen ließ und erst ein Jahr später die zweite Version als Local-Posse ohne das Zauberspiel, dafür mit deutlicher Textausweitung, annahm. Über die Unterschiede zwischen den beiden Versionen siehe Die Gleichheit der Jahre.
Das ursprüngliche Werk wurde erst im Nachlass des Dichters entdeckt, und zwar als unvollständiges und teilweise korrigiertes Manuskript aus dem Jahre 1833. Die korrigierten Textbögen wurden als Arbeitsgrundlage für Die Gleichheit der Jahre umgeschrieben und sind ebenfalls erhalten. Eine gedruckte Ausgabe durch Otto Rommel in seinen Sämtlichen Werken Nestroys (1924) ist zwar vollständig, allerdings offenkundig unter Zuhilfenahme des Textes der späteren Version ergänzt.

## Spätere Interpretationen
Otto Rommel reiht dieses Stück in der Kategorie jener Zauberstücke ein, „in welchen Geister leitend und helfend in das Leben der Menschen eingreifen, so dass die Geisterszenen nur einen Rahmen für die Szenen aus dem realen Leben bilden“ (Zitat). Dazu zählt er auch Die Zauberreise in die Ritterzeit, Der Feenball, Der böse Geist Lumpacivagabundus, Müller, Kohlenbrenner und Sesseltrager und Die Familien Zwirn, Knieriem und Leim.
Brukner/Rommel stellen fest, dass dieses Werk ein Beweis und Beispiel dafür sei, wie im Alt-Wiener Volkstheater die Posse aus dem Zauberspiel hervorgegangen ist. Unabhängig von einer bestimmten Textquelle wären die einzelnen Motive der Handlung in der Alt-Wiener Possenliteratur vielfach belegt.